# Sarothrura affinis
La polluela estriada (Sarothrura affinis) es una especie de ave de la familia de las rálidas.
Se encuentra en Kenia, Lesoto, Malaui, Mozambique, Sudáfrica, Sudán, Suazilandia, Tanzania, Zambia, y Zimbabue.